# Ꙩ
Ꙩ (minuscule : ꙩ), appelé o monoculaire, est une lettre archaïque de l’alphabet cyrillique utilisée dans l’écriture du vieux slave.

## Utilisation
Le o monoculaire a été utilisé dans le mot vieux-slave ꙩкꙩ (« œil ») aussi écrit око.

## Représentations informatiques
Le o monoculaire peut être représenté avec les caractères Unicode suivants :
| formes    | représentations | chaînes de caractères | points de code | descriptions                              |
| --------- | --------------- | --------------------- | -------------- | ----------------------------------------- |
| capitale  | Ꙩ               | Ꙩ                     | U+A668         | lettre majuscule cyrillique o monoculaire |
| minuscule | ꙩ               | ꙩ                     | U+A669         | lettre minuscule cyrillique o monoculaire |